# Desmodora dubia
Desmodora dubia är en rundmaskart som beskrevs av Allgen 1947. Desmodora dubia ingår i släktet Desmodora och familjen Desmodoridae. Inga underarter finns listade i Catalogue of Life.